# Anna Julia Janssen
Anna Julia Janssen is een Nederlands langebaanschaatsster.
In 2012 behaalde ze de bronzen medaille bij de Meisjes A op de Nederlandse kampioenschappen schaatsen supersprint 2012. 
In 2013 schaatste ze op het NK vrouwen - 500 meter, maar eindigde als laatste.
Op de Nederlandse kampioenschappen schaatsen sprint 2014 werd ze veertiende.

## Records

### Persoonlijke records[2]
| Afstand    | Tijd    | Datum            | Baan       |
| ---------- | ------- | ---------------- | ---------- |
| 500 meter  | 40,58   | 26 december 2013 | Heerenveen |
| 1000 meter | 1.21,75 | 9 maart 2014     | Groningen  |
| 1500 meter | 2.05,72 | 14 oktober 2012  | Erfurt     |
| 3000 meter | 4.34,32 | 18 december 2011 | Erfurt     |
| 5000 meter | 8.23,94 | 13 maart 2012    | De Scheg   |